# Горічон
Горічон (нім. Horitschon) — ярмаркова громада округу Оберпуллендорф у землі Бургенланд, Австрія.
Горічон лежить на висоті  239 м над рівнем моря і займає площу  18,7 км². Громада налічує 1893 мешканців. 
Густота населення 101/км².  
|                                  |
| Горічон на мапі округу та землі. |

 Адреса управління громади: Hauptstraße 43, 7312 Horitschon.

## Демографія
Історична динаміка населення міста за даними сайту Statistik Austria

## Виноски
1. ↑  Dauersiedlungsraum der Gemeinden Politischen Bezirke und Bundesländer - Gebietsstand 1.1.2018 — Статистичне управління Австрії.
2. ↑  Einwohnerzahl 1.1.2018 nach Gemeinden mit Status, Gebietsstand 1.1.2018 — Статистичне управління Австрії.
3. ↑  www.horitschon.at. Архів оригіналу за 26 липня 2021. Процитовано 15 липня 2021.
4. ↑  Gemeindedaten von Horitschon. Архів оригіналу за 5 грудня 2015. Процитовано 4 листопада 2013.

| Австрія | Це незавершена стаття з географії Австрії. Ви можете допомогти проєкту, виправивши або дописавши її. |